# Khedrub Je
| Tibetische Bezeichnung                |
| ------------------------------------- |
| Tibetische Schrift: མཁས་གྲུབ་རྗེ་         |
| Wylie-Transliteration: mkhas grub rje |

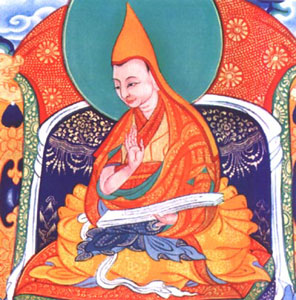
Khedrub Je

Khedrub Je Geleg Pelsang (tib.: mkhas grub rje dge legs dpal bzang; * 1385; † 1438)  war der 3. Ganden Thripa der Gelug-Tradition des tibetischen Buddhismus. Er wurde postum auch als 1. Penchen Lama bezeichnet.
Neben dem 2. Ganden Thripa Dharma Rinchen (1364–1431) und dem 1. Dalai Lama Gendün Drub (1391–1474) war er einer der wichtigsten Schüler Tsongkhapas. Mit Unterstützung des Prinzen von Gyantse Rabten Künsang Phag (1389–1442) beteiligte sich Khedrub Geleg Pelsang 1428 an der Gründung der Pelkhor-Klosteranlage (tib.: dpal 'khor chos sde). 1431 wurde er zum Ganden Thripa gewählt und bekleidete dieses Amt bis 1438. Sein jüngerer Bruder Chökyi Gyeltshen (1402–1473) wurde 1463 6. Ganden Thripa.
Die gesammelten Werke (tib.: gsung 'bum) Khedrub Geleg Pelsangs umfassen 12 Bände.